# Güere
Güere je rijeka u Venezueli. Pritoka je rijeke Unare i pripada karipskom slijevu.